# Zena Cardman
Zena Maria Cardman (Urbana, 26 de outubro de 1987) é uma bióloga marinha e astronauta norte-americana.

## Juventude e educação
Zena Cardman nasceu no dia 26 de Outubro de 1987 em Urbana, Illinois, filha de Helen e Larry Cardman. Sua família mudou-se para Williamsburg (Virgínia), onde ela atendeu a Bruton High School. Cardman atendeu a Universidade da Carolina do Norte em Chapel Hill, onde ela conseguiu um Bacharelado de Ciências em Biologia, com áreas menores em Escrita Criativa e Ciências Marinhas, e um mestrado de Ciência em Biologia Marinha. Tanto antes e depois de sua graduação, Cardman participou de pesquisas microbiais em fontes hidrotermais, no Ártico e no Golfo do México. Ela também participou do grupo Palmer Long-Term Ecological Research na Antártida e no Pavilion Lake Research Project na Colúmbia Britânica. Cardman era uma National Science Foundation Graduate Research Fellow na Universidade Estadual da Pensilvânia quando foi selecionada como candidata a astronauta em 2017.

## Carreira na NASA
Antes de sua seleção como candidata a astronauta, Cardman participou das missões análogas da NASA no Pavilion Lake Research Project (2008-2015) e BASALT (2016-2017). Em junho de 2017, ela foi selecionada como membro do Grupo 22 de Astronautas da Nasa onde começou seu treino de dois anos.

## Prêmios e honrarias
Cardman recebeu vários prêmios acadêmicos, incluindo um National Science Foundation Graduate Research Fellowship, uma Pennsylvania Space Grant Consortium Fellowship e um NASA Ames Honor Award  por seu trabalho no Pavilion Lake Research Project.